# لی سونگ مین (بازیگر)
لی سونگ مین (کره‌ای: 이성민؛ زادهٔ ۱۵ اکتبر ۱۹۶۸) بازیگر اهل کره جنوبی است. او به خاطر ایفای نقش مکمل در فیلم‌ها و مجموعه‌های تلویزیونی شناخته می‌شود.

## فیلم‌شناسی
- منتخب فیلم‌شناسی
- ماراتون (۲۰۰۵)
- یک دادستان خشن (۲۰۱۶)[۷]
- جاسوسی که به شمال رفت (۲۰۱۸)[۸]
- معجزه: نامه‌هایی به رئیس‌جمهور (۲۰۲۱)[۹][۱۰]
- شکار (۲۰۲۲)[۱۱]
- تولد دوباره در خانواده پولدار (۲۰۲۲)
- عدالت برای نوجوانان (۲۰۲۲)
- کارآگاه سایه (۲۰۲۲)